# Penestomus croeseri
Espèce
Penestomus croeseri est une espèce d'araignées aranéomorphes de la famille des Penestomidae.

## Distribution
Cette espèce est endémique du Cap-Oriental en Afrique du Sud,. Elle se rencontre vers Grahamstown.

## Description
La femelle holotype mesure 5,6 mm, les femelles mesurent de 4,4 à 5,7 mm.
La femelle décrite par Miller, Griswold et Haddad en 2010 mesure 5,0 mm.

## Systématique et taxinomie
Cette espèce a été décrite par Dippenaar-Schoeman en 1989.

## Étymologie
Cette espèce est nommée en l'honneur de Peter M. C. Croeser.

## Publication originale
- Dippenaar-Schoeman, 1989 : « The African species of the subfamily Penestominae (Araneae: Eresidae): with description of two new species. » Phytophylactica, vol. 21, p. 131-134.